# جاهزية إلكترونية
الجاهزية الإلكترونية هي قدرة البلد على المشاركة في نشاط العالم الإلكتروني. تقاس هذه الحالة بحسب البنية التحتية المعلومية والتواصلية وقدرة الحكومة والمواطنين على الاستفادة من الآثار الإيجابية لتكنولوجيا المعلومات والاتصالات من أجل التنمية المستدامة.